# توماس ميلر (مؤرخ)
توماس ميلر (بالإنجليزية: Thomas Millar)‏ هو مؤرخ أسترالي، ولد في 18 أكتوبر 1925، وتوفي في 5 يونيو 1994.